# Evrovizijska Melodija 2018
Evrovizijska Melodija 2018 (EMA 2018) fand am 24. Februar 2018 statt und war der slowenische Vorentscheid für den Eurovision Song Contest 2018 in Lissabon (Portugal).

## Konzept

### Format
Wie schon in den Jahren zuvor, soll auch 2018 der Vorentscheid dazu dienen, den Beitrag Sloweniens für den ESC 2018 auszuwählen. RTVSLO gab am 3. Dezember 2017 bekannt, dass insgesamt 16 Teilnehmer 2018 antreten werden. Diese treten zuerst in einem Halbfinale gegeneinander an. Die besten acht qualifizieren sich für das Finale. Im Halbfinale werden vier Finalteilnehmer vom Televoting bestimmt und vier vom Juryvoting. Somit treten acht Teilnehmer im Finale auf. Im Finale wird der Sieger jeweils zu 50 % vom Televoting bestimmt und zu 50 % von einer Jury. Anders als 2017 wird es allerdings keine regionale Jury geben, sondern eine Jury bestehend aus Musikern, Radiomoderatoren und Komponisten. Der Sieger von EMA 2018 wird Slowenien beim ESC 2018 vertreten.

### Beitragswahl
Von September 2017 bis November 2017 konnten Interessierte ihre Beiträge einreichen. Dabei gab es allerdings eine Regeländerung, denn für 2018 dürfen alle Beiträge entweder auf Slowenisch sein oder auf einer Minderheitssprache Sloweniens. Im Finale dürfen die Beiträge allerdings auch auf einer anderen Sprache vorgetragen werden. Am 16. November 2017 gab RTVSLO bekannt, dass 108 Beiträge eingereicht wurden. Dies stellt einen Anstieg an Beiträgen dar, nachdem man 2017 nur 90 Beiträge erhielt. Eine dreiköpfige Jury wählte 16 Beiträge aus, die beim EMA 2018 antreten werden.

## Teilnehmer
Die 16 Teilnehmer wurden am 8. Dezember 2017 von RTVSLO offiziell vorgestellt. Unter ihnen ist ManuElla, die Slowenien bereits 2016 vertrat, und auch Tanja Ribič, die Slowenien bereits 1997 vertrat. Weitere Rückkehrer sind BQL, Ina Shai, KiNG FOO, Lea Sirk, Nika Zorjan und Nuška Drašček, die alle an der EMA 2017 teilnahmen.

## Halbfinale
Das Halbfinale fand am 17. Februar 2018 statt. Acht Teilnehmer qualifizierten sich für das Finale. Vier davon wurden vom Televoting bestimmt und vier von der Jury.
| Startnr. | Interpret         | Lied Musik (M) und Text (T)                                                             | Sprache    | Übersetzung (Inoffiziell) | Platz     | Platz     | Platz |
| Startnr. | Interpret         | Lied Musik (M) und Text (T)                                                             | Sprache    | Übersetzung (Inoffiziell) | Zuschauer | Zuschauer | Jury  |
| Startnr. | Interpret         | Lied Musik (M) und Text (T)                                                             | Sprache    | Übersetzung (Inoffiziell) | Stimmen   | Platz     | Jury  |
| -------- | ----------------- | --------------------------------------------------------------------------------------- | ---------- | ------------------------- | --------- | --------- | ----- |
| 01       | Anabel            | Pozitiva M: Nino Ošlak, Marko Golubović; T: Marko Golubović                             | Slowenisch | Positiv                   | 0489      | 07.       | 13.   |
| 02       | Tanja Ribič       | Ljudje M: Raay; T: Rok Lunaček                                                          | Slowenisch | Leute                     | 0313      | 11.       | 14.   |
| 03       | KiNG FOO          | Žive sanje M/T: Rok Golob                                                               | Slowenisch | Lebe den Traum            | 0151      | 14.       | 08.   |
| 04       | Ina Shai          | V nebo M: Martina Šraj, Hans Kristjan Aljas; T: Martina Šraj                            | Slowenisch | Im Himmel                 | 0206      | 13.       | 06.   |
| 05       | Indigo            | Vesna M: Anja Pavlin, Anže Čuček, Maj Valerij; T: Anja Pavlin                           | Slowenisch | Frühling                  | 0452      | 08.       | 07.   |
| 06       | ManuElla          | Glas M: Mike Eriksson, Lauren Evans; T: Leon Oblak                                      | Slowenisch | Stimme                    | 0268      | 12.       | 12.   |
| 07       | MILA              | Svoboda M: Denis Horvat; T: Matevž Šalehar                                              | Slowenisch | Freiheit                  | 076       | 16.       | 15.   |
| 08       | Orter             | Kraljica M: Klemen Orter, Martin Bezjak; T: Klemen Orter                                | Slowenisch | Königin                   | 0128      | 15.       | 16.   |
| 09       | Lara Kadis        | Zdaj sem tu M/T: Lara Kadis                                                             | Slowenisch | Nun bin ich hier          | 1.373     | 02.       | 02.   |
| 10       | BQL               | Ptica M: Maraaya, Rok Lunaček, Tina Piš; T: Maraaya, Rok Lunaček, Tina Piš              | Slowenisch | Vogel                     | 1.675     | 01.       | 03.   |
| 11       | Proper            | Ukraden cvet M/T: Nejc Podobnik                                                         | Slowenisch | Geklaute Blume            | 0426      | 09.       | 04.   |
| 12       | Nika Zorjan       | Uspavanka M: Maraaya, Jimmy Jansson, Samuel Waermö, Art Hunter; T: Maraaya, Nika Zorjan | Slowenisch | Schläfrig                 | 0675      | 05.       | 09.   |
| 13       | Marina Martensson | Blizu M: Miha Koren; T: Vanja Papež                                                     | Slowenisch | Nahe                      | 0398      | 10.       | 05.   |
| 14       | Nuška Drašček     | Ne zapusti me zdaj M: Aleš Klinar; T: Anja Rupel                                        | Slowenisch | Verlasse mich jetzt nicht | 0799      | 04.       | 10.   |
| 15       | Gregor Ravnik     | Zdaj je čas M: Marko Hrvatin; T: Gregor Ravnik, Steffy                                  | Slowenisch | Nun ist es Zeit           | 0506      | 06.       | 11.   |
| 16       | Lea Sirk          | Hvala, Ne! M: Lea Sirk, Tomy DeClerque; T: Lea Sirk                                     | Slowenisch | Nein, danke!              | 1.264     | 03.       | 01.   |

 Kandidat hat sich über das Televoting für das Finale qualifiziert.
 Kandidat hat sich über das Juryvoting für das Finale qualifiziert.

## Finale
Das Finale fand am 24. Februar 2018, 20:00 Uhr (MEZ) statt. Acht Teilnehmer nahmen hier teil. Nur zwei Finalteilnehmer haben sich gegenüber dem Halbfinale dazu entschieden in Englisch zu singen.
| Platz | Startnr. | Interpret         | Lied Musik (M) und Text (T)                                               | Sprache    | Übersetzung (Inoffiziell) | Jury | Jury | Jury | Jury | Jury | Jury | Jury   | Zuschauerstimmen (Televoting & SMS) | Zuschauerstimmen (Televoting & SMS) | Gesamt |
| Platz | Startnr. | Interpret         | Lied Musik (M) und Text (T)                                               | Sprache    | Übersetzung (Inoffiziell) | A    | B    | C    | D    | E    | F    | Gesamt | Stimmen                             | Punkte                              | Gesamt |
| --- | -------- | ----------------- | ------------------------------------------------------------------------- | ---------- | ------------------------- | ---- | ---- | ---- | ---- | ---- | ---- | ------ | ----------------------------------- | ----------------------------------- | ------ |
| 1. | 1        | Lea Sirk          | Hvala, Ne! M: Lea Sirk, Tomy DeClerque; T: Lea Sirk                       | Slowenisch | Nein, danke!              | 12   | 12   | 12   | 12   | 12   | 8    | 68     | 2.556                               | 48                                  | 116    |
| 2. | 4        | BQL               | Promise M: Maraaya, Rok Lunaček, Tina Piš; T: Charlie Mason, Anej Piletič | Englisch   | Versprechen               | 8    | 8    | 2    | –    | 10   | 6    | 34     | 4.734                               | 72                                  | 106    |
| 3. | 8        | Nuška Drašček     | Ne zapusti me zdaj M: Aleš Klinar; T: Anja Rupel                          | Slowenisch | Verlasse mich jetzt nicht | 4    | 4    | –    | 8    | 2    | 10   | 28     | 3.069                               | 60                                  | 088    |
| 4. | 6        | Lara Kadis        | Zdaj sem tu M/T: Lara Kadis                                               | Slowenisch | Nun bin ich hier          | 10   | 6    | 8    | 6    | 6    | 2    | 38     | 1.788                               | 36                                  | 074    |
| 5. | 7        | Proper            | Ukraden cvet M/T: Nejc Podobnik                                           | Slowenisch | Geklaute Blume            | 2    | 10   | –    | 10   | 4    | 4    | 30     | 1.283                               | 24                                  | 054    |
| 6. | 3        | Ina Shai          | Glow M: Martina Šraj, Hans Kristjan Aljas; T: Martina Šraj                | Englisch   | Leuchte                   | –    | 2    | 4    | –    | 8    | 12   | 26     | 0709                                | 12                                  | 038    |
| 7. | 2        | Indigo            | Vesna M: Anja Pavlin, Anže Čuček, Maj Valerij; T: Anja Pavlin             | Slowenisch | Frühling                  | 6    | –    | 10   | 2    | –    | –    | 18     | 0678                                | –                                   | 018    |
| 8. | 5        | Marina Martensson | Blizu M: Miha Koren; T: Vanja Papež                                       | Slowenisch | Nahe                      | –    | –    | 6    | 4    | –    | –    | 10     | 0647                                | –                                   | 010    |
| Jury-Punktesprecher und Mitglieder |          |                   |                                                                           |            |                           |      |      |      |      |      |      |        |                                     |                                     |        |
| - OGAE Slovenija (A) – Miran Cvetko, Irena Žakelj, Gorazd Povšič, Roman Prošek, David Sopotnik - Musiker (B) – Robi Pikl, Nikola Sekulović, Miha Guštin, Neisha, Boštjan Grabnar - Radio (C) – Žiga Klančar, Blaž Maljevac, Aida Kurtović, Gregor Stermecki, Marjan Kokol - Fernsehen (D) – Mario Galunič, Den Baruca, Matic Zadravec, Klavdija Kopina, Urška Žnidaršič - Sänger (E) – Maja Keuc, Nuša Derenda, Hannah Mancini, Darja Švajger, Omar Naber - Internationale Jury (F) – Dami Im, Kristian Kostow, Bojana Stamenov, Emmelie de Forest, Aminata |          |                   |                                                                           |            |                           |      |      |      |      |      |      |        |                                     |                                     |        |